# Akong Rinpoche

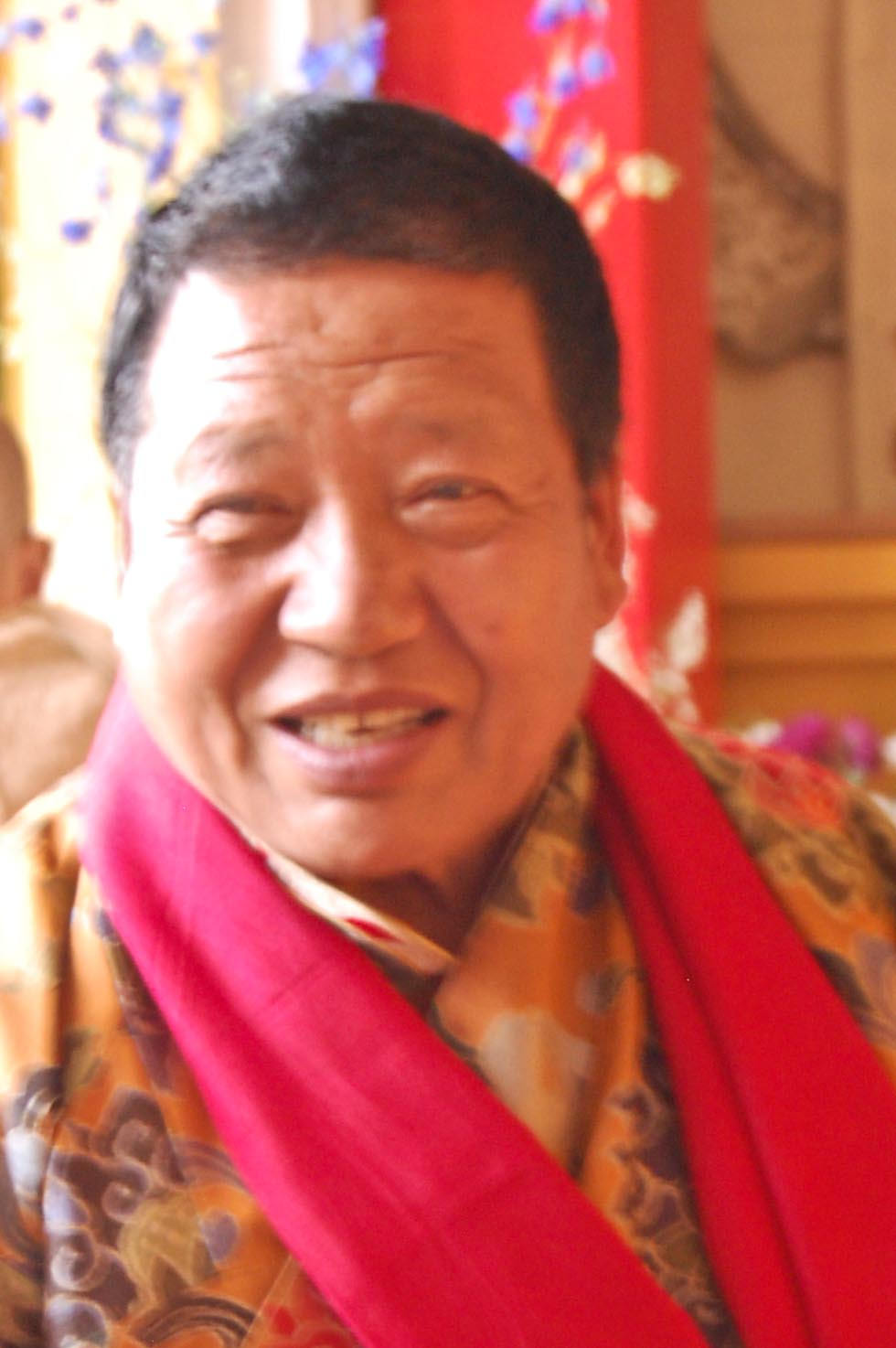
Akong Rinpoche (2010)

Akong Rinpoche (auch Akong Tulku, mandarin 阿贡仁波切, tibetisch ཆོས་རྗེ་ཨ་དཀོན་རིན་པོ་ཆེ། bzw. Trülku; * 25. Dezember 1939 im Kreis Riwoqê der damaligen Provinz Xikang, Republik China; † 8. Oktober 2013 im Stadtbezirk Wuhou der Stadt Chengdu, Provinz Sichuan, Volksrepublik China) war ein tibetischer Arzt, Autor und Lama der Karma-Kagyü Schule des tibetischen Buddhismus.
Zusammen mit Chögyam Trungpa gründete Akong Rinpoche 1967 bei Eskdalemuir in Dumfriesshire das nach Samye benannte erste tibetisch-buddhistische Kloster Europas, Samye Ling. Akong Rinpoche gründete außerdem 1980 die Hilfsorganisation Rokpa International, deren Präsident er bis zu seinem Tod war.

## Leben
Akong Rinpoche wurde in sehr jungen Jahren vom 16. Karmapa Rangjung Rigpe Dorje als Trülku des Abts des Drölma Lhakhang (tib.: sgrol ma lha khang)-Klosters (1. Akong) anerkannt. Er wurde im Alter von vier Jahren zum Drölma Lhakhang gebracht, um die traditionelle Ausbildung dort zu erhalten und nächster Abt des Klosters zu werden. Neben einer religiösen Ausbildung erhielt Akong Rinpoche auch Unterricht in tibetischer Medizin.
Um seine Studien fortzusetzen, reiste er als Jugendlicher nach Shechen, wo er vom „Shechen Kongtrül Rinpoche“ in den Mahamudra-Belehrungen der Kagyü unterwiesen wurde.
Im Jahre 1959 flüchtete Akong Rinpoche aus Tibet nach Indien. Nachdem er einige Zeit in Flüchtlingslagern verbracht hatte, wurde er unter anderem darum gebeten, sich um die „Young Lamas Home School“ in Dalhousie im Distrikt Chamba zu kümmern.
Er reiste 1963 zusammen mit Chögyam Trungpa nach England, um an der University of Oxford unter anderem Englisch zu lernen. Neben seinem Studium arbeitete Akong Rinpoche ein paar Jahre als Krankenpfleger.

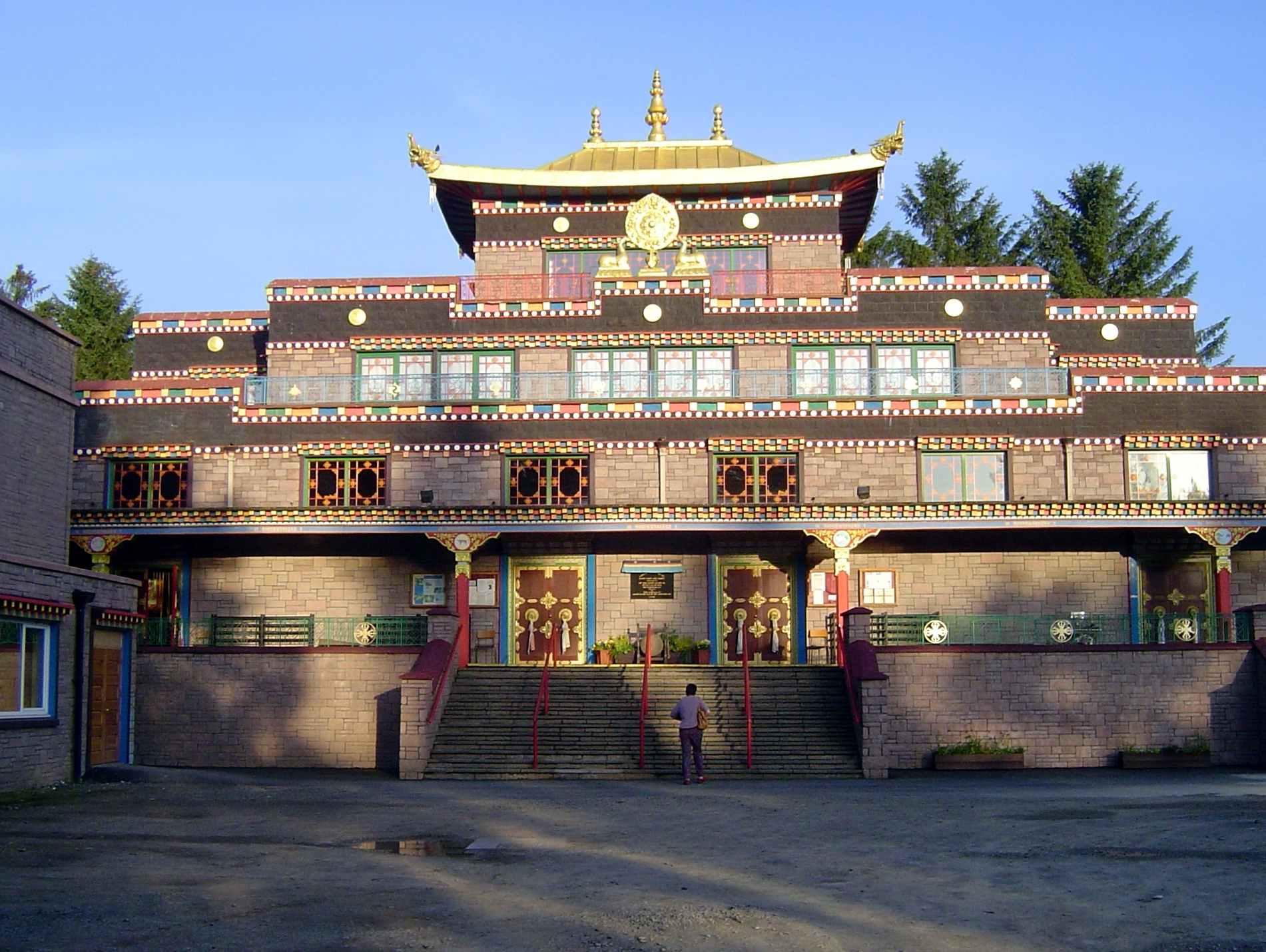
Samye Ling Tempel bei Eskdalemuir

1967 gründete Akong Rinpoche zusammen mit Chögyam Trungpa „Kagyü Samye Ling“ in Schottland. Der 16. Karmapa Rangjung Rigpe Dorje besuchte das Kloster 1974 und 1977. Zwischen 1972 und 1987 wurden viele bekannte buddhistische Lehrer nach Samye Ling eingeladen. Unter der Leitung des 16. Karmapa schuf Akong Rinpoche die Möglichkeit, dreijährige Retreats in Samye Ling abzuhalten. Ferner wurde ein großer traditioneller tibetisch-buddhistischer Tempel gebaut, mit einem dazugehörigen College, einer Bücherei und einem Museum. Der Tempel wurde 1988 u. a. im Beisein des 12. Tai Situpa Pema Dönyö Nyinche und Lord David Steel eröffnet.
Akong war 1992 einer der maßgeblichen Personen bei der Auffindung des offiziell inthronisierten 17. Karmapa Orgyen Thrinle Dorje. Orgyen Thrinle Dorje wurde mit seiner Hilfe nach Tshurphu gebracht und Akong Rinpoche arrangierte das dortige Treffen mit dem 12. Tai Situpa und dem 12. Goshri Gyeltshab Rinpoche, die Orgyen Thrinle Dorje seinen Mönchsnamen gaben und ihn später inthronisierten. Die Volksrepublik China verlieh ihm den Titel „Living Buddha“. Im August 2011 war er Ehrengast der Chinesischen Regierung in Lhasa, die dort den 60. Jahrestag der „Befreiung Tibets“ feierte.
.
Er entwickelte in Zusammenarbeit mit westlichen Therapeuten, u. a. dem Schweizer Rechtsanwalt und Politiker Veit Wyler und dessen Tochter Lea, „Tara Rokpa“, ein Weg der inneren Entwicklung, der von einer therapeutischen Ebene bis zur meditativen Schulung reicht. Hauptquelle sind Philosophie, Psychologie und Meditationserfahrung des Buddhismus, ergänzt durch psychotherapeutische Methoden und das Verständnis für die westliche Ausgangssituation. Tara Rokpa ist nicht religiös gebunden und offen für alle.
Akong Rinpoche wurde laut Berichten aus Klöstern und den Medien am 8. Oktober 2013 getötet; zusammen mit seinem Neffen und einem begleitenden Mönch wurde Akong Rinpoche in Chengdu (China) demnach bei einem Attentat oder Streit um Geld erstochen.